# ویتنامی آمریکایی‌ها
ویتنامی آمریکایی‌ها (ویتنامی: Người Mỹ gốc Việt) آمریکایی‌هایی هستند که تبار کامل یا جزئی ویتنامی دارند. آنها حدود نیمی از ویتنامی‌های دور از وطن (ویتنامی: Người Việt hải ngoại) را تشکیل می‌دهند و چهارمین گروه بزرگ قومی آمریکایی آسیایی پس از چینی آمریکایی‌ها، فیلیپینی آمریکایی‌ها و هندی آمریکایی‌ها هستند. ۲/۲ میلیون نفر ویتنامی‌تبار در ایالات متحده زندگی می‌کنند
جامعه ویتنامی در ایالات متحده تا زمان مهاجرت ویتنامی‌های جنوبی به این کشور پس از جنگ ویتنام که در سال ۱۹۷۵ پایان یافت، کوچک بود. مهاجران اولیه پناهندگان قایق‌سوار وفادار به ویتنام جنوبی در درگیری بودند که از آزار و سرکوب سیاسی گریختند و یا به دنبال فرصت‌های اقتصادی بودند. بیش از نیمی از ویتنامی‌های آمریکایی در دو ایالت پرجمعیت کالیفرنیا و تگزاس، بیش از همه در مناطق بزرگ شهری آنها زندگی می‌کنند.

گسترش زبان ویتنامی در ایالات متحده